# Frederick Ashworth

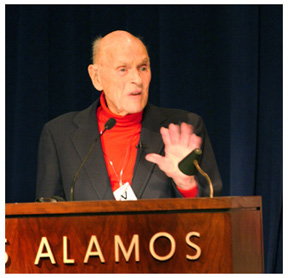
Frederick Ashworth

Frederick Ashworth (Beverly (Massachusetts), 24 januari 1912 – Phoenix (Arizona), 3 december 2005) was de wapenspecialist die op 9 augustus 1945 de 4,5 ton wegende atoombom Fat Man vanuit de B-29 bommenwerper Bockscar op Nagasaki gooide. 
Ashworth wordt beschouwd als een van de sleutelfiguren van het Manhattan Project, het geheime Amerikaanse atoomprogramma tijdens de Tweede Wereldoorlog. Er waren naar schatting 130.000 mensen betrokken bij het Manhattan Project. In Los Alamos, de locatie waar aan de eerste atoombom werd gewerkt, had hij een geheime hooggeplaatste functie binnen het project.  
Na de atoomproeven in de buurt van Alamogordo in de Nevada woestijn van New Mexico in 1945 werd Ashworth overgeplaatst naar het eiland Tinian in de Stille Oceaan. Daar leidde hij het Destination Team, een groep van 54 wetenschappers, technici en wapenspecialisten die de atoombommen Little Boy en Fat Man moesten assembleren en klaarhouden voor gebruik. 
Na de oorlog nam Ashworth deel aan Operatie Crossroads. Ook na dit programma bleef hij op hoge posten binnen de Amerikaanse regering, waar hij meestal verantwoordelijk was voor kernwapenprojecten. 
In 1966 werd Ashworth gepromoveerd tot viceadmiraal en benoemd tot commandant van de Amerikaanse Zesde Vloot. In 1968 ging hij met pensioen. In december 2005 overleed hij op 93-jarige leeftijd in het ziekenhuis van Phoenix aan zijn hartproblemen. Ashworth vond zijn laatste rustplaats in zijn woonplaats Santa Fe.

## Militaire loopbaan
|  | Ensign, United States Navy: 1933               |
|  | Lieutenant, Junior Grade, United States Navy:  |
|  | Lieutenant, United States Navy:                |
|  | Lieutenant Commander, United States Navy:      |
|  | Commander, United States Navy:                 |
|  | Captain, United States Navy:                   |
|  | Rear Admiral (lower half), United States Navy: |
|  | Rear Admiral, United States Navy:              |
|  | Vice Admiral, United States Navy: mei 1966     |

## Decoraties
- United States Aviator Badge
- Navy Distinguished Service Medal (US Navy) with Gold Star
- Silver Star
- Legion of Merit with Gold Star
- Distinguished Flying Cross (United States)
- Bronze Star Medal with "V" Device
- Joint Service Commendation Medal
- Navy Unit Commendation
- American Defense Service Medal
- American Campaign Medal
- Asiatic-Pacific Campaign Medal with four Service Stars
- World War II Victory Medal (United States)
- China Service Medal
- National Defense Service Medal with Service Star